# Anders Högström
Anders Högström (* 1975) ist ein ehemaliger schwedischer Neonazi und war Führer der Nationalsocialistisk front, bevor er 1999 diese Position aufgab und sich in der Folge von seinen früheren Anschauungen zum Nationalsozialismus öffentlich lossagte.
Der heute in Karlskrona lebende Högström leistete nach seiner Abkehr vom Nationalsozialismus unter anderem Jugendarbeit in Motala und trat als Geläuterter in den Medien auf. Er schloss sich den Sozialdemokraten an, verließ diese aber wieder und wurde Mitglied der Moderata samlingspartiet. Im Weiteren war er in einige Skandale verwickelt und wurde wegen eines Drogenvergehens verurteilt.
Anfang 2010 wurde er beschuldigt, den Diebstahl des Schriftzuges Arbeit macht frei vom Eingang des Konzentrationslagers Auschwitz in Auftrag gegeben zu haben. Aufgrund eines internationalen Haftbefehls wurde er in Schweden festgenommen und im April 2010 an Polen ausgeliefert. Ein polnisches Gericht verurteilte Högström im Dezember 2010 zu einer Haftstrafe von zwei Jahren und acht Monaten, die er in Polen und Schweden verbüßte.